# Organización política de la ciudad de Buenos Aires
La organización política de la Ciudad Autónoma de Buenos Aires consta de tres poderes:  ejecutivo; legislativo; y el judicial integrado por el Consejo de la Magistratura, el Ministerio Público y demás tribunales de la ciudad. Las comunas son unidades de descentralización administrativa que reemplazarán a los Centros de Gestión y Participación Comunal.
Existe en Buenos Aires una gran fragmentación política, que puede observarse claramente en la gran cantidad de bloques en la que se encuentra dividida la Legislatura y la gran cantidad de partidos políticos que se presentan en las elecciones. Según las últimas elecciones los dos partidos políticos más importantes son Unión por la Patria y Vamos por Más.

## Poder ejecutivo
Hasta 1996, año en el que se aprobó y publicó la Constitución de la Ciudad Autónoma de Buenos Aires, la Ciudad de Buenos Aires era gobernada por un intendente designado por el presidente de la Nación con acuerdo del Senado de la Nación. Actualmente el poder ejecutivo de la ciudad es ejercido por un jefe de Gobierno electo por el voto popular, cuya duración en el cargo es de cuatro años. Su reemplazante natural es el vicejefe de Gobierno, quien es además el presidente de la Legislatura de la Ciudad de Buenos Aires. Del jefe de Gobierno dependen el jefe de Gabinete y los diez ministros a cargo de las áreas de:
- Hacienda
- Justicia y Seguridad
- Salud
- Educación
- Desarrollo Urbano y Transporte
- Cultura
- Desarrollo Humano y Hábitat
- Ambiente y Espacio Público
- Modernización, Innovación y Tecnología
- Gobierno

Del jefe de Gobierno de la Ciudad de Buenos Aires dependen además cinco secretarías (Secretaría General, Secretaría Legal y Técnica, Secretaría de Comunicación social, Secretaría de Medios y Secretaría de Gestión Comunal y Atención Ciudadana.). Todas ellas no tienen el mismo rango jerárquico, ya que la Secretaría General tiene rango ministerial. Esta estructura jerárquica se encuentra vigente desde el 10 de diciembre de 2011 y fue aprobada por la Ley N.º 4013 derogando a la que Ley N.º 2506, que estableció la estructura jerárquica del Gobierno de la Ciudad de Buenos Aires durante el primer mandato de Mauricio Macri el frente del poder ejecutivo. Dicho cuerpo normativo determinó la existencia de 9 ministerios y 3 secretarías.
Existe en la ciudad un intento de descentralización de tareas, materializado en 15 Centros de Gestión y Participación Comunales (CGPC). Este esquema fue reemplazado en 2007, en virtud de la aprobación de la Ley 1.777, por el sistema de comunas.
El primer jefe de Gobierno fue Fernando de la Rúa, quién asumió en su cargo el 6 de agosto de 1996. Durante esas elecciones se impuso la fórmula de la Unión Cívica Radical, integrada por De la Rúa y Enrique Olivera, por el 38,8 % de los votos.
Tras ser electo presidente de la Nación, De la Rúa renunció a su cargo el 9 de diciembre de 1999, siendo reemplazado durante el resto del mandato por el vicejefe de Gobierno, Enrique Olivera. Olivera ocupó el cargo hasta el 6 de agosto de 2000, cuando lo asumió Aníbal Ibarra, candidato de la Alianza por el Trabajo, la Justicia y la Educación (ALIANZA).
La fórmula Aníbal Ibarra -Cecilia Felgueras se impuso con el 49,4 %, consiguiendo el segundo lugar la fórmula Domingo Cavallo-Gustavo Béliz, del partido Encuentro por la Ciudad, quienes no se presentaron a la segunda vuelta. Ibarra consiguió en las elecciones del 14 de septiembre de 2003 la reelección, integrando junto a Jorge Telerman la fórmula del partido Fuerza Porteña, tras imponerse en segunda vuelta a la fórmula de Compromiso para el Cambio, integrada por Mauricio Macri-Horacio Rodríguez Larreta.
El 14 de noviembre de 2005 Aníbal Ibarra fue suspendido en sus funciones cuando la Sala Acusadora de la Legislatura porteña decidió iniciarle juicio político por su responsabilidad política en la tragedia de Cromañón. El juicio político finalizó el 7 de marzo de 2006, cuando la Sala Juzgadora de la Legislatura decidió (por 10 votos a favor, 4 en contra y una abstención) la destitución del suspendido jefe de Gobierno, por lo que fue permanentemente reemplazado por el vicejefe de Gobierno Jorge Telerman.
En el año 2007 volvieron a realizarse elecciones para elegir jefe de Gobierno. Los principales fórmulas eran Mauricio Macri - Gabriela Michetti, Daniel Filmus - Carlos Heller y Jorge Telerman - Enrique Olivera. La elección se realizó el 3 de junio, y la fórmula ganadora fue la de Macri - Michetti con el 45,62 % de los votos, seguida por Filmus - Heller con el 23,77 % y Telerman - Olivera con el 20,70 %. Como los ganadores no alcanzaron el 50 % requerido por la Constitución de la Ciudad, fue necesaria una segunda vuelta electoral entre las dos fórmulas más votadas. Esta elección se realizó el 24 de junio y la fórmula Macri - Michetti consolidó su triunfo al obtener el 60,96 % de los votos. De esta forma, Mauricio Macri se convirtió en el nuevo jefe de Gobierno, asumiendo el cargo el 10 de diciembre de 2007. Para ser candidata a diputada, Gabriela Michetti renunció su cargo a vicejefa de Gobierno. 
En las elecciones de 2011 Mauricio Macri resultó reelecto, con la ministra de Desarrollo Social de la Ciudad (2008-2011), María Eugenia Vidal, como compañera de fórmula. El PRO de Macri obtuvo el 47,07 % de los votos en la primera vuelta, frente al 27,87 % de Daniel Filmus, su principal contrincante, y el 12,82 % de Fernando Solanas. Ante estos resultados, se debió realizar un balotaje entre las dos fórmulas más votadas, Mauricio Macri - María Eugenia Vidal y Daniel Filmus - Carlos Tomada. La elección se llevó a cabo el 31 de julio de 2011, resultando ganadora la fórmula Macri - Vidal con el 64,27 % de los votos frente al 35,73% de Daniel Filmus. Mauricio Macri asumió su segundo mandato como Jefe de Gobierno el 10 de diciembre de 2011.
Para las elecciones del año 2015 Mauricio Macri se encontraba inhabilitado a presentarse por un tercer mandato consecutivo, por que las mismas fueron disputadas entre tres nuevos candidatos. Horacio Rodríguez Larreta, el Jefe de Gabinete de la Ciudad (2007-2015) por la Unión PRO, Martín Lousteau, Diputado Nacional por la Ciudad de Buenos Aires (2013-2015) por Energía Ciudadana Organizada - UCR y Mariano Recalde, Presidente de Aerolíneas Argentinas (2009-2015) en la segunda presidencia de Cristina Fernández de Kirchner, por el Frente para la Victoria. Las elecciones se llevaron a cabo el 5 de julio de 2015 para la primera vuelta y el 19 de julio para la segunda, resultando ganador Horacio Rodríguez Larreta en la segunda vuelta con el 51,64 % de los votos frente al 48,36 % de Martín Lousteau. 
En las elecciones de 2019 Horacio Rodríguez Larreta nuevamente fue candidato por el PRO dentro de la alianza Juntos por el Cambio, integrada también por Martín Lousteau y su partido Evolución. Obteniendo en la primera vuelta el 55,90 % de los votos frente al 35,07 % de Matías Lammens del Frente de Todos, logrando la reelección y convirtiéndose en el candidato más votado en una primera vuelta. Horacio Rodrguez Larreta ocupó el cargo de Jefe de Gobierno de la Ciudad de Buenos Aires desde el 10 de diciembre de 2015 hasta el 7 de diciembre de 2023.
Actualmente Jorge Macri y Clara Muzzio conforman el poder ejecutivo de la Ciudad de Buenos Aires por el Frente PRO y Juntos por el Cambio, luego de haber sido elegidos en las elecciones de la Ciudad del año 2023 con el 49,67 % de los votos frente 32,27 % de Leandro Santoro de Unión por la Patria y el 13,78 % de Ramiro Marra de La Libertad Avanza. Si bien una segunda vuelta tendría que haberse llevado a cabo al ninguna formula obtener más del 50 % de los votos, el candidato Leandro Santoro decidió conceder la elección a Macri y Muzzio y no presentarse a un balotaje, citando el alto porcentaje de votos que obtuvo Macri, muy cerca del 50 % requerido, los costos de una nueva elección y las dificultades que presentaría realizar una campaña para la segunda vuelta en la ciudad a la vez que para la segunda vuelta a las elecciones presidenciales.

## Poder legislativo
La Legislatura de la Ciudad de Buenos Aires tiene a su cargo el poder legislativo, y está compuesta por sesenta diputados elegidos por voto popular que duran cuatro años en sus funciones. Se renueva por mitades cada dos años mediante el voto directo no acumulativo basado en la Ley o en el sistema D'Hondt.
Los diputados forman además varias comisiones, encargadas de tratar previamente, según su competencia, cada proyecto de ley que ingresa a la Legislatura. Actualmente existen en la Legislatura las siguientes comisiones:
- Asuntos Constitucionales
- Comunicación social
- Cultura
- Defensa de Consumidores y Usuarios
- Derechos Humanos, Garantías y Antidiscriminación
- Desarrollo Económico, Mercosur y Políticas de Empleo
- Descentralización y Participación Ciudadana
- Ecología
- Educación, Ciencia y Tecnología
- Justicia
- Legislación General y del Trabajo
- Mujer, Infancia, Adolescencia y Juventud
- Obras y Servicios Públicos
- Planeamiento Urbano
- Políticas de Promoción e Integración Social
- Presupuesto, Hacienda, Administración Financiera y Política Tributaria
- Protección y Uso del Espacio Público
- Relaciones Interjurisdiccionales
- Salud
- Seguridad
- Tránsito y Transporte
- Turismo y Deporte
- Vivienda

## Poder judicial
El poder judicial se encuentra conformado por el Tribunal Superior de Justicia, el Consejo de la Magistratura, el Ministerio Público y los diferentes Tribunales de la Ciudad. Sin embargo, su organización en términos de autonomía legislativa y judicial, es menor -en términos jurídicos- que la de cualquiera de las provincias que componen la República Argentina. De acuerdo a la Ley 24.588, el Poder Judicial de la ciudad Autónoma va aumentando su jurisdicción de manera gradual y progresiva Entre otros temas, la justicia ya tiene poder sobre temas de vecindad, contravencional y de faltas, contencioso-administrativa y tributaría locales. La justicia en algunos de los asuntos de derecho común que se imparte en la ciudad está regida por el poder judicial de la Nación.
El Tribunal Superior de Justicia está compuesto por cinco magistrados designados por el jefe de Gobierno, con acuerdo de las dos terceras partes del total de los legisladores, y solo pueden ser removidos mediante juicio político. Sus funciones, entre otras, son las de declarar la invalidez de una ley, decreto o cualquier norma de carácter general, contrarias a la Constitución Nacional o de la Ciudad de Buenos Aires, intervenir en los conflictos entre los poderes de la Ciudad, es instancia de apelación en los pleitos en que la Ciudad es parte y originariamente tiene competencia en materia electoral. En aras de mantener cierto equilibrio entre varones y mujeres, el artículo 111.º de la Constitución de la Ciudad de Buenos Aires indica expresamente que los integrantes del Tribunal Superior de Justicia no pueden ser todos del mismo sexo.
El Consejo de la Magistratura está integrado por nueve miembros:
- Tres representantes de la Legislatura elegidos mediante el voto de las dos terceras partes, pero no son legisladores.
- Tres jueces del poder judicial, con excepción de los miembros del Tribunal Superior, elegidos por el voto directo de sus pares. Si se presentaran más de una lista, dos miembros corresponden a lista de la mayoría y uno de la minoría.
- Tres abogados con domicilio electoral y matriculados en la Ciudad, elegidos por sus pares. Dos por la lista que obtuviera la mayor cantidad de votos y uno por la segunda.

Los miembros duran en sus funciones cuatro años. Entre otras funciones, el Consejo propone a la Legislatura los candidatos a jueces y al Ministerio Público, ejerce funciones disciplinarias respecto a los magistrados, recibe las denuncias contra los jueces y decide la apertura del procedimiento de remoción de magistrados.
Los tribunales de la Ciudad están compuestos por jueces y juezas propuestos por el Consejo de la Magistratura que hayan obtenido el voto de la mayoría absoluta de la Legislatura. Se encuentran divididos en dos: el Fuero Contencioso, Administrativo y Tributario y el Fuero Penal, Contravencional y de Faltas.
El Ministerio Público está compuesto por un fiscal general, un defensor general y un asesor tutelar General], que son designados y removidos de la misma forma que los miembros del Tribunal Superior y duran siete años en sus funciones. Entre varias funciones, es el encargado de promover la actuación de la Justicia en defensa de los intereses de la sociedad y dirigir la Policía Judicial.
El poder judicial cuenta también con un Jurado de Enjuiciamiento, encargado de la remoción de los jueces. Está integrado por nueve miembros que duran cuatro años en sus funciones, siendo tres de ellos legisladores, tres abogados y tres jueces, siendo uno miembro del Tribunal Superior. Son elegidos por sorteo de una lista de veinticuatro miembros:
- Seis jueces elegidos por sus pares.
- Dos miembros del Tribunal Superior elegidos por el mismo.
- Ocho abogados, elegidos por sus pares.
- Ocho legisladores, elegidos por el voto de las dos terceras partes de la Legislatura.

Para más información, visitar la página del Poder Judicial de la Ciudad Autónoma de Buenos Aires

## Comunas
Las Comunas son las unidades de gestión política y administrativa descentralizada de la ciudad, con competencia territorial, patrimonio y personería jurídica propia. Si bien fueron establecidas por la Constitución de la Ciudad de Buenos Aires en 1996, fueron reglamentadas recién el 1 de septiembre de 2005 por la Ley 1.777, y según lo dispuesto por esta ley (luego modificada) el proceso de transición hacia estas instituciones debía completarse antes del 31 de mayo de 2007. Dando cumplimiento a la normativa legal, la Legislatura de La Ciudad Autónoma de BB. AA. sancionó la Ley 3223 con fecha 09/11/09, que convoca a elecciones de autoridades comunales el 5 de junio de 2011 reglamentada por DECRETO N° 1.003/09 del ejecutivo. Como dato anecdótico esta es la primera vez que el ejecutivo de la ciudad reglamenta la ley que convoca a elecciones comunales.
En febrero de 2004 se inició un proceso de debate entre vecinos de la ciudad e integrantes de 700 organizaciones vecinales, para elaborar un proyecto que regule las comunas. En relación con las ideas-fuerza de los debates, se elaboró un Documento Síntesis que los legisladores se comprometieron a incluir en la ley. Según esto, y a los 16 proyectos de ley que residían en la legislatura, una comisión creada especialmente elaboró un proyecto consensuado.
La Ley de Comunas fue aprobada en forma general el 30 de noviembre de 2004 y el 8 de junio de 2005 fueron aprobados en forma particular 51 de los artículos. El 15 de junio se aprobó el artículo refirido al cupo femenino de las Juntas Comunales, mientras que todos los artículos restantes y el Anexo I fueron aprobados en la sesión del 1 de septiembre de 2005.
Las comunas absorberán las funciones de los actuales Centros de Gestión y Participación Comunales (CGPC). Los CGPC (antes CGP), eran organismos desconcentrados del Gobierno de la Ciudad, lugares donde podían realizarse trámites por fuera de las áreas del gobierno central, en los barrios. La participación institucional de los vecinos en los barrios fue con los Consejos Vecinales, representantes elegidos por votación directa entre 1984 y 1992. Como ejemplo puede verse lo ocurrido en el CGPC 6.
Además las comunas se encargaran del mantenimiento de espacios verdes y calles secundarias. Y del diseño y ejecución de políticas sociales y culturales de los barrios. Además cuentan con un cuerpo de inspectores propios para el control de servicios, industrias y comercios de la zona, y tienen junto al Poder Ejecutivo decisión en la planificación y ejecución de obras públicas zonales.
Cada comuna posee su patrimonio y su presupuesto, que se establece en el Presupuesto Anual de la ciudad. Pero durante los primeros dos años, el presupuesto destinado a todas las comunas no podrá superar el 5% del Presupuesto de Gastos y Cálculo de Recursos de la Ciudad.
El gobierno de las Comunas es ejercido por una Junta Comunal, integrada por siete miembros. Los miembros son elegidos mediante el voto directo de los vecinos, respetando el régimen de representación proporcional, y permanecen en sus funciones durante cuatro años. También fue creado un Consejo Consultivo Comunal, integrado por representantes de entidades vecinales no gubernamentales, partidos políticos y otras formas de organización con intereses o actuación en el territorio de la Comuna.
El Anexo I de la Ley 1.777 establece la división en quince comunas con la siguiente delimitación:
- C1: Retiro, San Nicolás, Puerto Madero, San Telmo, Monserrat y Constitución.
- C2: Recoleta
- C3: San Cristóbal y Balvanera.
- C4: Boca, Barracas, Parque Patricios y Nueva Pompeya.
- C5: Almagro y Boedo.
- C6: Caballito.
- C7: Flores y Parque Chacabuco.
- C8: Villa Soldati, Villa Riachuelo y Villa Lugano.
- C9: Parque Avellaneda, Liniers y Mataderos.
- C10: Villa Real, Monte Castro, Versalles, Floresta, Vélez Sársfield y Villa Luro.
- C11: Villa Gral. Mitre, Villa Devoto, Villa del Parque y Villa Santa Rita.
- C12: Coghlan, Saavedra, Villa Urquiza y Villa Pueyrredón.
- C13: Belgrano, Núñez y Colegiales.
- C14: Palermo.
- C15: Chacarita, Villa Crespo, Paternal, Villa Ortúzar, Agronomía y Parque Chas.

## Representantes nacionales

### Senadores
Buenos Aires tiene tres senadores que representan los intereses de la Ciudad en el Senado de la Nación Argentina, según lo dispuesto en el art. 54 de la Constitución Nacional.
| Nombre                | Partido Político | Mandato                                           | Bloque al que pertenecen |
| --------------------- | ---------------- | ------------------------------------------------- | ------------------------ |
| Martín Lousteau       | UCR - Evolución  | 10 de diciembre de 2019 al 9 de diciembre de 2025 | Juntos por el Cambio     |
| Mariano Recalde       | Frente de Todos  | 10 de diciembre de 2019 al 9 de diciembre de 2025 | Frente de Todos          |
| Guadalupe Tagliaferri | PRO              | 10 de diciembre de 2019 al 9 de diciembre de 2025 | Juntos por el Cambio     |

### Diputados
| Nombre                   | Partido Político                               | Mandato   |
| ------------------------ | ---------------------------------------------- | --------- |
| Mara Brawer              | Frente de Todos                                | 2019-2023 |
| Ana Carla Carrizo        | UCR                                            | 2021-2025 |
| Sabrina Ajmechet         | Pro                                            | 2021-2025 |
| Myriam Bregman           | Frente de Izquierda y de Trabajadores - Unidad | 2021-2025 |
| Victoria Villarruel      | La Libertad Avanza                             | 2021-2025 |
| Maximiliano Ferraro      | Coalición Cívica ARI                           | 2019-2023 |
| Javier Milei             | La Libertad Avanza                             | 2021-2025 |
| Álvaro Gustavo Gónzalez  | Pro                                            | 2019-2023 |
| Itai Hagman              | Frente de Todos                                | 2019-2023 |
| Carlos Heller            | Frente de Todos                                | 2021-2025 |
| Fernando Iglesias        | Pro                                            | 2021-2025 |
| Martín Tetaz             | UCR                                            | 2021-2025 |
| Dolores Martínez         | UCR                                            | 2019-2023 |
| Gisela Marziotta         | Frente de Todos                                | 2021-2025 |
| Victoria Morales Gorleri | Pro                                            | 2019-2023 |
| Paula Oliveto Lago       | Coalición Cívica ARI                           | 2021-2025 |
| Ricardo López Murphy     | Republicanos Unidos                            | 2021-2025 |
| Paula Penacca            | Frente de Todos                                | 2019-2023 |
| Leandro Santoro          | Frente de Todos                                | 2021-2025 |
| Dina Rezinovsky          | Pro                                            | 2019-2023 |
| María Eugenia Vidal      | Pro                                            | 2021-2025 |
| Pablo Tonelli            | Pro                                            | 2019-2023 |
| Eduardo Valdés           | Frente de Todos                                | 2019-2023 |
| Emiliano Yacobitti       | UCR                                            | 2019-2023 |
| Mariana Zuvic            | Coalición Cívica ARI                           | 2019-2023 |

## Elecciones
Desde las elecciones de julio de 2015, se utiliza en la Ciudad de Buenos Aires el Sistema de Boleta Única Electrónica.
El mismo,  también utilizado en la Provincia de Salta, emite un voto que cuenta con respaldo electrónico y respaldo físico (en papel). La autoridad de mesa entrega una boleta al votante, la cual está en blanco y tiene un chip sin información. El votante inserta la boleta en una computadora que presenta las listas de candidatos. El votante selecciona su voto y el mismo se imprime en la boleta y se guarda en el chip. El votante puede verificar que su voto se haya guardado correctamente con un lector de chip que presenta la máquina y viendo la impresión.
El sistema de boleta única electrónica evita el robo de boletas, reduce enormemente la cantidad de votos impugnados y reduce la posibilidad de realizar fraudes como el "voto hormiga" o "voto cadena". Por tanto, resulta en un ahorro importante de infraestructura para los partidos políticos, tanto para generar boletas como para fiscalizar las mismas. También da más transparencia a la elección contando con una doble verificación.
Tanto el Jefe de Gobierno como el Vicejefe de Gobierno son elegidos en forma conjunta, en una misma fórmula. Para resultar electos, la fórmula debe obtener la mayoría absoluta de los votos, con excepción de los votos en blanco y los votos nulos. Si ninguna de las fórmulas obtiene la mayoría absoluta de los votos, debe convocarse a una segunda vuelta electoral (dentro de los treinta días a partir de la elección) entre las dos fórmulas más votadas.
La Legislatura se renueva por mitades cada dos años, y sus diputados son elegidos mediante el Método d'Hondt.
La Ciudad de Buenos Aires se encontraba dividida en 28 secciones electorales, que a partir de 2011 fueron reemplazadas por las comunas:
| - 1 Vélez Sársfield - 2 San Cristóbal Sud - 3 Santa Lucía - 4 San Juan Evangelista - 5 Flores - 6 San Carlos Sud - 7 San Carlos Norte - 8 San Cristóbal Norte - 9 Balvanera Oeste - 10 Balvanera Sud | - 11 Balvanera Norte - 12 Concepción - 13 Monserrat - 14 San Nicolás - 15 San Bernardo - 16 Belgrano - 17 Palermo - 18 Las Heras - 19 Pilar | - 20 Socorro - 21 San Vicente de Paul - 23 Cristo Obrero - 22 Villa Lugano - 24 Versalles - 25 San Luis Gonzága - 26 San José - 27 Nuestra Senora del Carmen - 28 Saavedra |